# Anyagcsere
Az anyagcsere (metabolizmus) egy orvosi és biokémiai fogalom, mely az élő szervezetekben végbemenő anyag-, energia- és információáramlást jelenti. A metabolizmus során a környezetből a szervezetbe, sejtbe kerülő tápanyagok lebomlanak, átalakulnak a sejt saját anyagaivá. A lebontó reakciók összességét katabolizmusnak, a felépítő reakciókat anabolizmusnak nevezzük. Az anabolikus és katabolikus reakciók együtt jelentik a metabolizmust. A szervezet jóltáplált állapotban energiát tárol és energiát von ki a raktáraiból éhezés esetén. Ez biztosítja a megfelelő és folyamatos tápanyagellátást a sejtek, szövetek számára. A különböző szövetek együttműködnek az anyagcsere megfelelő fenntartásában. A szócikk ezen együttműködést tárgyalja biokémiai és élettani szempontból az egyes energia-ellátottsági állapotok esetén: jóltáplált, illetve éhgyomri állapotban, valamint tartósabb éhezés esetén.

## Az anyagcsere szabályozása

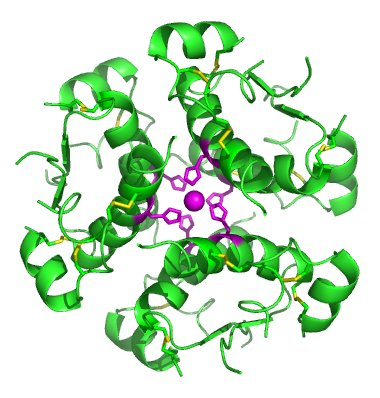
Az inzulin szerkezete

A belső környezet homeosztázisa, a szervezet számára szükséges anyagcsere és anyagforgalom folyamatos szabályozás alatt áll. A szervezet képes a tápanyagokból származó energia felszabadítására és raktározására, komplex molekulákat tud létrehozni, vagy lebontani a tápanyagok molekuláinak átalakítása során. A sejtek számára fontos tápanyagok: a monoszacharidok, főként a glükóz, a szabad zsírsavak, az aminosavak, bizonyos körülmények között a ketontestek és a laktát.
A szükséges tápanyagokkal való folyamatos ellátást a raktározó szervek biztosítják. Emberben a legfontosabb tápanyagraktárak a máj és az izom glikogénje, illetve a zsírszövetben lévő trigliceridek. A raktározó szerveknek kettős szerepe van, egyrészt az éhgyomri állapotban, az étkezések közötti szünetben biztosítják a vérben a szükséges tápanyagok megfelelő szintjét, másrészt a táplálkozást és a tápanyagok felszívódását követően képesek kivonni azokat a vérből, és elraktározni őket valamilyen formában. A szerves anyagok biológiai oxidációja szolgáltatja az életműködések energiaszükségletét.
Az anyagcsere folyamatait főként az endokrin rendszer hangolja össze hormonok által, de természetesen együttműködik az idegi folyamatokkal. Az endokrin rendszer olyan mirigyek szervrendszere, amelyek mindegyike a szervezet működését szabályozó hormontípust választ ki közvetlenül a véráramba. A hormonok képesek kötődni a receptorukhoz, ami a célsejt membránjának külső felszínén, vagy a sejten belül található. A kötődés által szignalizációs, jelátviteli utak beindításával fejtik ki hatásukat a célsejtben, ezeken a szignalizációs utakon keresztül képesek befolyásolni az anyagcsere folyamatait. Mivel a kémiai folyamatok döntő többségét az élő szervezetben enzimek katalizálják, ezért a szabályozásnak megfelelő módja lehet az adott anyagcsereút kulcsenzimeinek egyrészt az aktivációja vagy inaktivációja, másrészt az enzimek fokozott szintézise, vagy épp lebontása. Az enzimreakciók meghatározott sorrendje együttesen alkot egy anyagcsereutat, amely végül a szervezet számára felhasználandó végtermékhez vezet.
Az anyagcsere szabályozásának szempontjából két fő hormont érdemes kiemelni: az inzulint és a glukagont. Az inzulin és a glukagon legfontosabb szerepe a vércukorszint szabályozása: az inzulin csökkenti, a glukagon növeli a vér glükóz szintjét. A két hormonon kívül a katecholaminok (pl. adrenalin, noradrenalin), a glükokortikoidok, a pajzsmirigyhormonok, és az adenohipofízis hormonjai is fontos szabályozó szereppel bírnak. Szénhidrátban gazdag táplálék felvételekor a vér glukóz szintje emelkedik a glukóz felszívásával, így az inzulin szekréció nő, a glukagon szekréció csökken. Csak aminosavban, vagyis fehérjében gazdag táplálék esetén a vér aminosav szintje növekszik, aminek hatására az inzulin szint megemelkedik, hogy az aminosavak eliminálódhassanak a vérből, ugyanakkor ezzel egyidőben a glukagon szint is megemelkedik, hogy az inzulin indukálta glukóz-eliminációt ellensúlyozza. Vegyes és gyakori táplálkozáskor az inzulinszint együtt fog mozogni a táplálékfelvétellel, a glukagon (mivel kétirányú erő hat rá) nem változik jelentősen. A glukagon szintje tehát nagyjából állandó, ezért hatása akkor fog dominálni, ha az inzulin szintje lecsökken, ami pedig éhgyomri állapotban történik meg.

A szignalizációs útvonalakon keresztül ható hormonok kovalens enzimszabályozásnak tekinthetők (általában foszforiláció vagy defoszforiláció), de ezen kívül az alloszterikus szabályozó anyagoknak is nagy szerepe van a szabályozásban, ezek olyan molekulák, melyek az enzimhez kötnek, de nem az enzim aktív helyén, hanem más helyeken, ezzel konformációs változást idéznek elő az enzim szerkezetében, és megváltoztatják annak aktivitását: gátolnak vagy aktiválnak.

### Inzulin

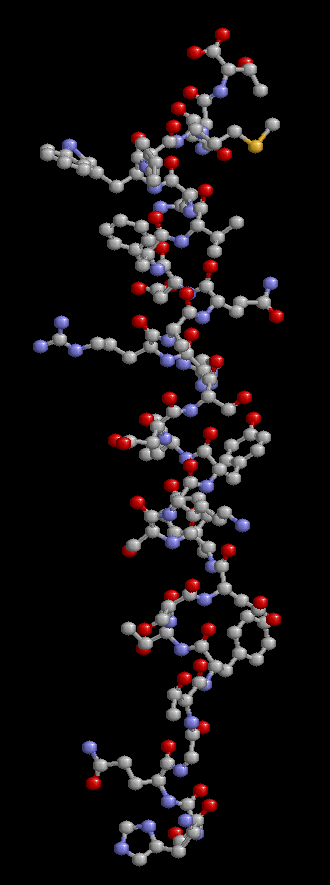
A glukagon szerkezete

Az inzulin hormont a hasnyálmirigy β-sejtjei termelik. Az inzulin előanyaga egy hosszabb prekurzor molekula, a preproinzulin, ebből jön létre a proinzulin, melyből szintén egy proteolitikus hasítással egy ún. C-peptid kihasad, így egy A és B láncból álló, diszulfid kötésekkel összekapcsolt kész inzulin hormon keletkezik. Az inzulin elválasztását több tényező is szabályozza, melyek közül a legfontosabb serkentő a vér megnövekedett glükóz szintje, de egyes aminosavak (arginin, leucin), vagy gasztrointesztinális hormonok (pl. szekretin) is képesek stimulálni. Gátolja az alacsony vércukorszint, illetve a szomatosztatin, amit szintén a hasnyálmirigy sejtjei termelnek.
Az inzulin legfőbb feladata a vércukorszint csökkentése, vagyis hipoglikémiás hatása van. Az inzulin receptorához kötődve különböző szignalizációs útvonalakon keresztül segíti a felesleges glükóz eltávolítását a vérből, tárolását glikogénként a májban és az izomban, vagy triacilglieridként a zsírszövetben. Az inzulin hormon kötődése a receptorhoz számos szignalizációs utat indít el a sejt belsejében. Receptora egy tetramer szerkezetű, sejtfelszíni fehérje, melynek citoszolikus doménje tirozin-kináz aktivitással rendelkezik, a sejten belül hat további molekulákra, másodlagos hírvivő molekulákra és enzimekre, így képes azokat szabályozni.

Az inzulin hormon a jóltáplált állapotban dominál, mivel ekkor a bevitt táplálékból való felszívódás miatt magas a vér glükóz szintje, és ez növeli a felszabadulását, így a mennyiségét a vérben. Az inzulin legfőképp a májra, az izomszövetre és a zsírszövetre hat. Hatására a sejtekben az energiatároló enzimek (pl. glikogén-szintáz) aktivitása megnövekszik, az energiamobilizáló enzimek (pl. glikogén-foszforiláz) pedig gátlódnak, mivel a vérben kellő mennyiségű glükóz áll rendelkezésre energiaként. Az energiatároló és energiafelhasználó enzimek (pl. hexokináz, foszfofruktokináz-1) mennyisége is nő a sejtben, ez az enzimek génjeinek transzkripciós aktivációja révén valósulhat meg. Az izomban és zsírszövetben fokozódik a glükóz felvétele, mivel az inzulin hat a GLUT4 transzporterekre, és mivel a transzporterek száma nő, fokozódik a glükózfelvétel az adott sejtben.

### Glukagon és adrenalin
A glukagon funkciója a túl alacsony vércukorszint megelőzése, ezért az éhgyomri és éhező állapotban fog dominálni. Legjelentősebb hatását a májra fejti ki. A glukagont a hasnyálmirigy α-sejtjei termelik, elválasztását serkenti a vér lecsökkent glükóz szintje, és egyes aminosavak megnövekedett szintje, míg az inzulin, illetve a szomatosztatin gátolja.  A glukagon és az adrenalin felerősítik egymás hatásait, és mindketten az inzulin ellen hatnak, növelik a vércukorszintet, tehát hiperglikémiás hatásuk van. Az adrenalin hormon a mellékvesevelőben termelődik, stressz, hosszantartó testedzés, trauma hatására. A glukagon elsősorban a májra hat, elősegíti a glikogenolízist és a glükoneogenezist. Az adrenalin szintén serkenti a glikogenolízist májban és izomban, és a lipolízist fokozva szabad zsírsavakat szabadít fel a zsírszövetben.
A glukagon és az adrenalin receptora is hasonló, mindegyik G-proteinhez kapcsolt fehérje, a hormon kötődése aktiválja a G-proteint, ami stimulálja az adenilát-ciklázt, mely ATP-ből cAMP-t gyárt. A cAMP egy másodlagos hírvivő molekula, ami aktiválja a PKA -t. A PKA fehérjéket, enzimeket képes foszforilálni, amivel befolyásolja az enzimek aktivitását. A glukagon és adrenalin a receptorukhoz kötve tehát a PKA-n keresztül foszforilációval aktiválják az energiamobilizáló enzimeket (pl. glikogén-foszforiláz, hormonszenzitív lipáz) és szintén foszforilációval inaktiválják az energiatároló enzimeket (pl. glikogén-szintáz, acetil-CoA-karboxiláz).

## Jóltáplált állapot

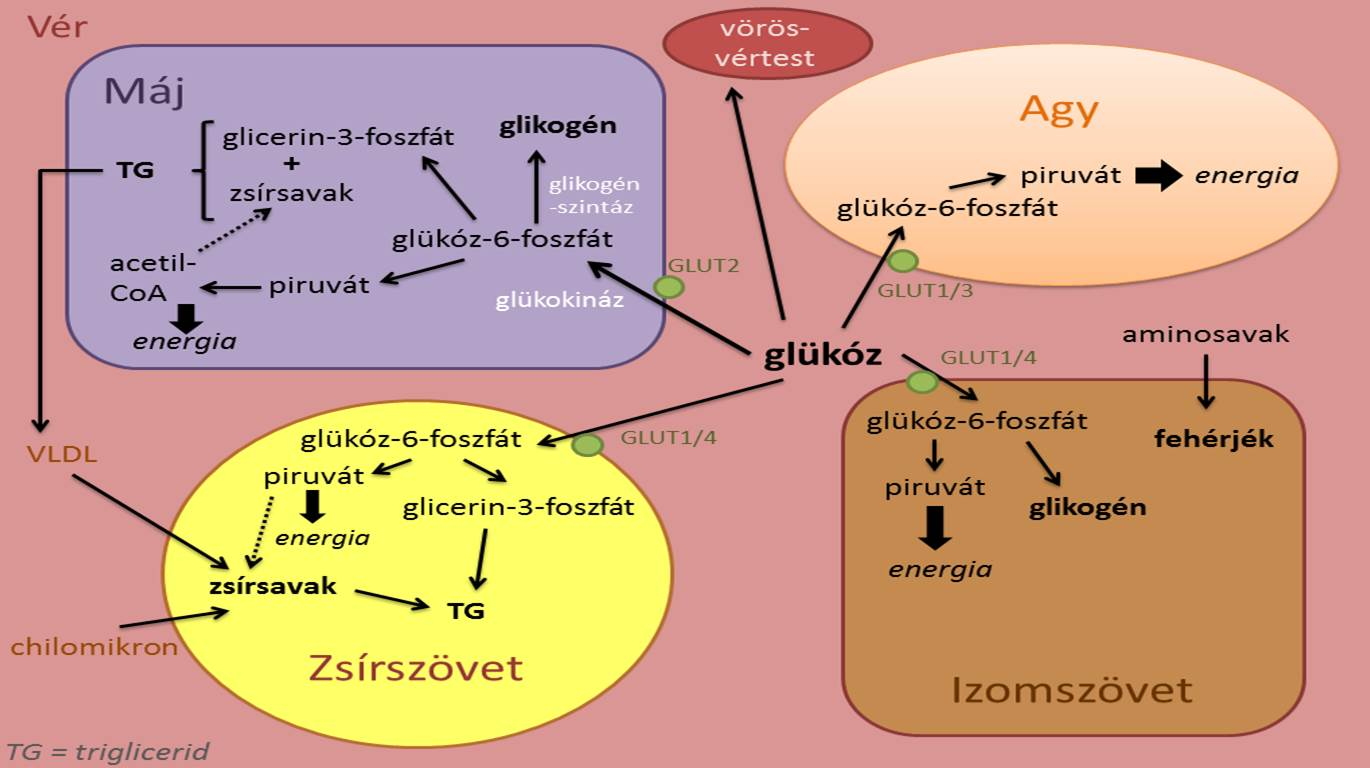
Jóltáplált állapot

A normális étkezés utáni 1-3 órás periódust nevezzük jóltáplált vagy posztprandiális állapotnak. Ebben a szakaszban történik a tápanyagok felszívódása, a tápanyagraktárak feltöltése. A bélből felszívódott monoszacharidok, lipidek és aminosavak kis hányada közvetlenül felhasználásra kerül, de nagyobb része raktározódni fog. A hormonok irányítják, hogy a felszívódott szénhidrátok, zsírok és aminosavak minél nagyobb hányada kerüljön a raktárakba, és ezzel egyidejűleg a vér glükóz szintje csak az adott felső határig emelkedhessen. A jóltáplált állapotot a magas inzulin, és az alacsony glukagon szint jellemzi, a táplálékból felszívódott glükóz miatt. A vér magas glükóz szintje serkenti az inzulin szekrécióját, és gátolja a glukagon szekrécióját, tehát az inzulin hatása fog dominálni.

### Máj
A máj az anyagcsere és a tápanyagforgalom központi szerve, ezt biztosítja felépítése és anatómiai elhelyezkedése is, táplálkozást követően a felszívott tápanyagok ugyanis közvetlenül a májhoz jutnak el. A máj portális vénája a felszívott tápanyagokat bőven tartalmazó, magas glükóz szintű vért szállít az emésztőrendszer felől. A bő energiaforrás hatására a szervezet elkezdheti az energia raktározását és felhasználását. Fokozódik: a glikogén szintézis, a glikolízis, a lipogenezis. Gátlódik: a glükoneogenezis, glikogén lebontás.
Táplálék és szénhidrátbevitel után, az emelkedett glükóz és inzulin szint hatására májban serkentődik a glikogén szintézise. Az inzulin hatására a glikogén szintáz enzim aktivitása nő, ezzel elkezdi csökkenteni a vér glükóz szintjét. A glikogén gyorsan mobilizálható szénhidrát-raktárt jelent, éhezéses állapotban ebből könnyen pótlódhat majd a vér glükóz szintje.
Magas glükóz szint esetén a glikolízis is serkentődik, ami szintén csökkenteni fogja a vér glükóz szintjét. A májra jellemző glükóz transzporter a GLUT2, mely alacsony affinitással rendelkezik, ezért csak magas vér glükóz szint esetén transzportál glükózt a májsejtekbe, de akkor gyorsan és sokat, mivel nagy a kapacitása.
A glikolízis első enzimének, a hexokináznak egy izoformája (IV. típusú) a glükokináz, ez található a májban, itt ez foszforilálja a májsejtekbe felvett glükózt. Erre az izoformára az jellemző, hogy magas a Km értéke, tehát az enzim csak magas glükóz koncentráció esetén igazán aktív és képes gyorsan, nagy mennyiségben foszforilálni a glükózt (illetve terméke a glükóz-6-foszfát nem gátolja ezt az izoformát, ahogy a többi hexokinázt).
A máj a felszívott zsírsavakból triglicerideket képez, melyeket lipoproteinekbe (VLDL) épít be, és a vérbe ürít, hogy eljussanak más szövetekbe. Ezekből a lipoproteinekből felszabadított zsírsavakat használják fel a szövetek, és ez épül be a zsírsejtek trigliceridjeibe is. A májsejtben a glükóz foszforilációjával létrejött glükóz-6-foszfátból keletkező dihidroxiaceton-foszfát (glikolízis során keletkezik) képes átalakulni glicerin-3-foszfáttá, a glicerin pedig szintén szükséges a triacilgliceridek szintéziséhez. A magas inzulinszint serkenti a piruvát-dehidrogenáz aktivitását, ami acetil-CoA-t szolgáltat a zsírsavak szintéziséhez. A májsejtek képesek glükózból is zsírsavak szintézisére, ez leginkább akkor jellemző, mikor a májsejtek telítődnek glikogénnel, vagyis amikor a szervezetbe nagyobb mennyiségben, többletként kerül szénhidrát. A májsejtek által szintetizált és felvett zsírsavakat végül a máj egyrészt triacilgliceridek szintéziséhez használja fel, majd nagyrészüket tárolás céljából VLDL molekulák segítségével a zsírszövetbe juttatja, másrészt jóltáplált állapotban a máj saját energiaszükségeltének fedezésére is a felszívott, vagy a zsírszövetből leadott zsírsavakat oxidálja.

### Zsírszövet
Jóltáplált állapotban normálisan a zsírszövet veszi fel, és raktározza el a zsírsavak legnagyobb részét. A zsírszövetben a magas inzulinszint stimulálja a triacilgliceridek szintézisét, így a szervezet itt tárolja a bevitt fölös energiát. A lipoprotein-lipázok aktivitása nő a zsírszövetben, ez az enzim segíti a szabad zsírsavak felvételét a vérből, az ott lévő chilomikronokból és a VLDL-ből a zsírsejtekbe. Ugyanakkor az inzulin képes gátolni a hormonszenzitív-lipázt, így megakadályozza a tárolt zsír mobilizálását.
A zsírsejtek glükóz felvételében a GLUT4 és a GLUT1 transzporter is szerepet játszik. Éhgyomri állapotban a sejtmembránban állandóan jelen lévő GLUT1 veszi fel a glükózt a zsírsejtekbe. A megnövekedett inzulinszint a GLUT4 transzporter kihelyeződését fokozza a zsírsejtek membránjába az endoszómákból, amivel nő a glükóz felvétele a vérből. A zsírsejtekbe felvett glükóz glicerint szolgáltat a triacilgliceridek szintéziséhez. Az inzulinhatás lecsengése után a GLUT4 visszakerül a sejten belüli endoszómákba.

### Izomszövet
Szénhidrátot tartalmazó táplálék fogyasztása után a felszívott glükóz legnagyobb része az izomszövetbe kerül, így ez a táplálkozást követő hiperglikémia csökkentésének leghatékonyabb útja. Az izomszövetre is a GLUT1 és a GLUT4 transzporter jellemző (a zsírszövethez hasonlóan), és utóbbi itt is hormonális szabályozás alatt áll, vagyis inzulin hatására fokozottan expresszálódik a membránban, több glükózt vesz fel. Izomszövetben az alapszintű, tehát inzulintól független glükóz transzport jelentősebb, mint zsírszövetben, és az izomaktivitás inzulin hiányában is a GLUT4 kihelyeződéséhez vezet, tehát a glükóz transzport inzulin nélkül is fokozódhat.
A sejtekben megnövekedett glükóz szint serkenti a glikogén szintézisét, így az energia glikogén formájában tárolódik izomban. Abban az esetben, ha az izmok épp működnek, közvetlenül felhasználásra kerülhet a glükóz a glikolízis által. Inzulin hatására megnövekszik az aminosavak felvétele az izomba, és a proteinszintézis. Ezek célja szintén az energiatárolás, szükség esetén ugyanis a fehérjék is felhasználhatók lesznek energiaforrásként. A vér csökkenő aminosav szintje gátolja a májban a glükoneogenezist.

### Agy
Az agy számára a glükóz az elsődleges energiaforrás, és normális körülmények között aerob anyagcserével működik, ezért a hipoglikémia és a hipoxia hasonló tüneteket okoz (pl. látászavarok, zavartság, motoros gyengeség).

## Éhgyomri állapot

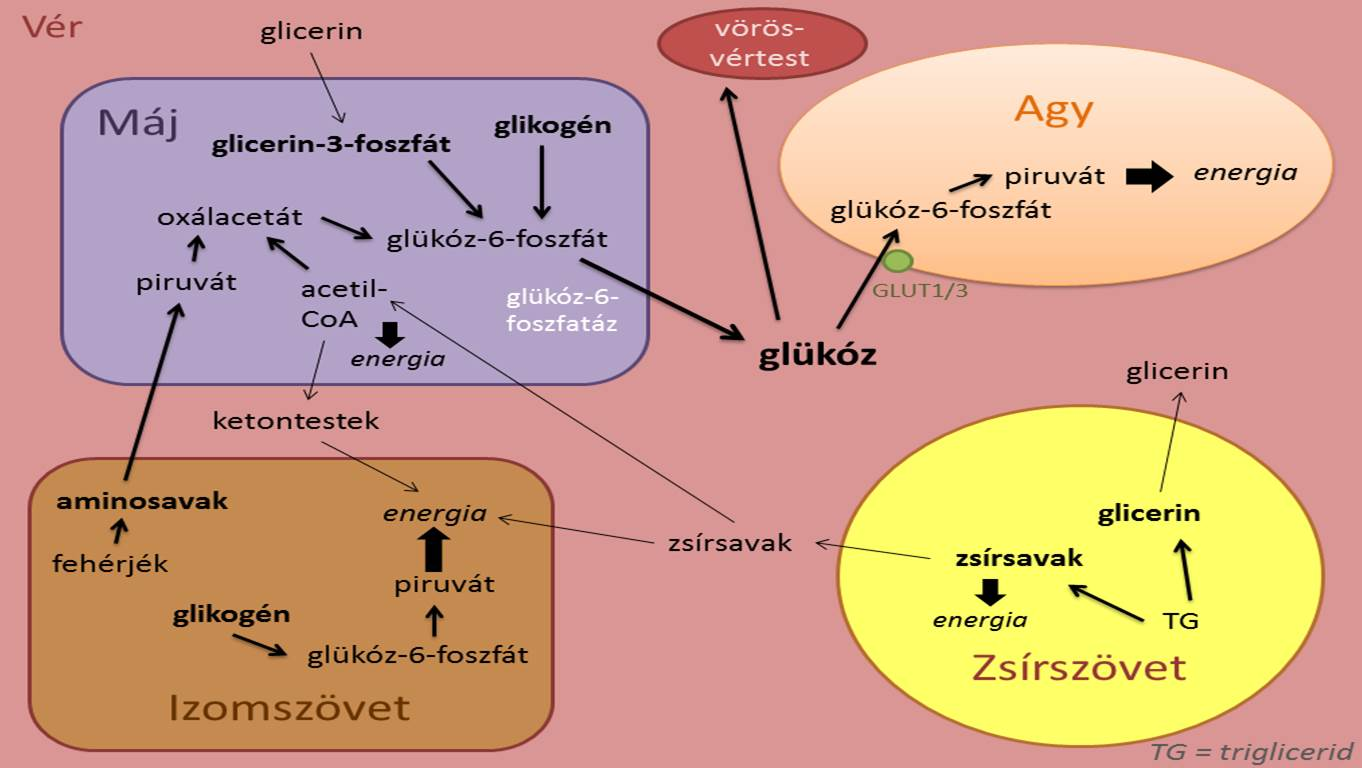
Éhgyomri állapot

Az étkezés utáni 4-5 órától kb. 36 óráig terjedő periódust éhgyomri vagy más néven posztabszorptív állapotnak nevezzük. Emberben ez naponta többször is ismétlődik, az egyes étkezések között. Ekkor a felszívódott tápanyagok szintje csökken a vérben, és az inzulin szintje is csökkenni kezd, már a glukagon szintje dominál. Mivel nincs tápanyag felszívódás a bélből, az anyagcsere a vér glükóz szintjének fenntartása érdekében kezdetben a glikogén lebontása, majd a glükoneogenezis irányába tolódik. Amint a tápanyagok felszívódása befejeződik, a szervezet egyedül az elraktározott energiaforrásaira támaszkodhat. Egyes szöveteknek van saját, közvetlenül felhasználható raktára, mint a glikogén az izomban és a májban, míg mások csak a vérből tudják felvenni a szükséges tápanyagokat, ilyen az agy, vagy a vörösvértestek, számukra elengedhetetlen a vércukorszint rendezése.

### Máj
Éhgyomri állapotban, májban serkentődik a glükoneogenezis és a glikogén lebontás, ezek szolgáltatnak glükózt a szervezet számára. A glukagon serkenti a glikogén-foszforilázt (jelátviteli úton keresztül a PKA foszforilálja, így aktív lesz), ami fontos enzim a glikogén lebontása során, ugyanakkor foszforilációval gátolja a glikogén-szintázt, tehát energia hiányában nem képződik több glikogén. Kezdetben a glikogén lebontása képes fenntartani a vércukorszintet a glükoneogenezissel együttműködve, de a máj glikogén raktárának kiürülését követve a glükoneogenezis marad a glükóz egyetlen forrása.
Glükóz hiányában a máj a glükoneogenezis során képes laktátból, glicerinből vagy aminosavakból glükóz előállítására (glükoneogenezis kis mértékben vesében is folyik). Fontos enzim a glükóz-6-foszfatáz, ami csak májban van jelen, és képes a glikogén lebontásából és a glükoneogenezisből származó glükóz-6-foszfátból glükózt létrehozni, majd azt a véráramba juttatni, így emelve a vércukorszintet (izomban nincs, hiába bontja le a glikogént glükózzá, nem képes a vérbe juttatni). A vázizmokban végbemenő fehérje lebontás során keletkező aminosavak bekerülnek a májba, és szénvázakat szolgáltatnak a glükoneogenezis számára. Kezdeti szakaszban azonban az aminosavak még kevéssé játszanak szerepet a glükoneogenezisben, majd szerepük egyre nő. Az aminosavak felhasználódásával nitrogéntartalmuk urea formájában távozik a vizeletből, ezért az urea kiválasztása megnő.
Ezekkel a folyamatokkal egyidőben csökken a glikolízis sebessége, ami a glükózt elhasználná. A vér alacsony glükóz szintje esetén csökken a glükokináz aktivitása, így már a glikolízis első lépése gátolt, lassítva van, a foszforilálatlan glükóz pedig képes elhagyni a sejtet. A foszfofruktokináz-1 (PFK-1) a glikolízis elkötelező lépése és sebességkorlátozó enzime, mely a fruktóz-6-foszfátot fruktóz-1,6-biszfoszfáttá alakítja. Az enzimet serkentő fruktóz-2,6-biszfoszfát szintjét az inzulin – glukagon arány szabályozza. A fruktóz-2,6-biszfoszfátot a foszfofruktokináz-2 (PFK-2) enzim termeli, erre hat a kétféle hormon. A PFK-2 egy bifunkciós enzim, tehát két állapota létezik: ha ő maga foszforilálva van, akkor foszfatáz aktivitása van, azonban ha defoszforilált, akkor kináz aktivitása van. Ha kinázként működik akkor alakítja a fruktóz-6-foszfátot fruktóz-2,6-biszfoszfáttá, ami serkenteni fogja a PFK-1-et, és ezzel a glikolízist (ez az inzulin hatása, jól táplált állapotban az inzulin jelátviteli úton keresztül defoszforilálja az enzimet). Míg ha foszfatázként működik, akkor a fruktóz-2,6-biszfoszfátot visszaalakítja fruktóz-6-foszfáttá, így a glikolízis sebessége csökken. Ez a glukagon hatása, éhgyomri állapotban.
Májban a glükokináz úgy is szabályozódik, hogy ha a sejtben a fruktóz-6-foszfát szintje magas lesz, akkor az enzim transzloálódik, bekerül a magba, így inaktiválva lesz, mert ott nincs glükóz, amit foszforilálhatna. Márpedig ha a PFK-2 foszfatáz aktivitással rendelkezik, akkor a fruktóz-6-foszfát szintje meg fog nőni (ha a vér glükóz szintje megnő, és az bejut a sejtbe, akkor az enzim ennek hatására a citoszolba kerül vissza, és aktív lesz - jóltáplált állapot).
A piruvát-kináz a glikolízis harmadik szabályozott enzime, mely a foszfoenol-piruvátból piruvátot gyárt. Izomban az enzim csak allosztérikusan szabályozódik, mert egy ilyen izoforma van jelen (M izoforma), de a májban lévő izoforma (L izoforma) hormonálisan, vagyis kovalensen is szabályozódik. Amikor a vér glükóz szintje alacsony és a glukagon dominál, a PKA út aktiválásával a PKA foszforilálni fogja a piruvát-kinázt, ami így az inaktív formáját veszi fel, és ezzel szintén gátlódik a glikolízis (az enzim defoszforiláltan aktív, így serkenti a glikolízist, ez az inzulin hatása).
A zsírszövetben lezajló lipolízisből származó szabad zsírsavak is bekerülnek a májba, itt oxidálódnak, ami emeli az ATP szintet, illetve az acetil-CoA és citrát koncentrációt is. A citrát allosztérikusan stimulálja a glükoneogenezist (fruktóz-1,6-biszfoszfatáz enzimet), és szintén allosztérikusan gátolja a glikolízist (foszfofruktokináz-1 enzimet). Az acetil-CoA aktiválja a piruvát-karboxiláz enzimet, ami átalakítja a piruvátot oxálacetáttá, ez pedig felhasználásra kerülhet a glükoneogenezisben glükóz szintézisére. Az acetil-CoA ugyanakkor gátolja a piruvát-dehidrogenáz enzimet, ez pedig szintén az piruvát oxálacetát felé való elterelését fokozza. A megnövekedett ATP szint pedig gátolja a glikolízist, és energiát is szolgáltat a glükoneogenezishez. A zsírszövetben a lipolízis során a szabad zsírsavak mellett glicerin is keletkezik, ez a májban található glicerin-kináz enzim képes foszforilálni, ami pedig szintén szénvázat szolgáltat a glükoneogenezis számára.
A máj számára elsődleges energiaforrásként ebben az állapotban a zsírsavak szolgálnak. A májban mindezek mellett éhgyomri állapotban megindul a ketontestek előállítása is, kezdetben csak kis mennyiségben, majd ez egyre fokozódik. Glukagon hatására a zsírsavak nagyobb mértékben lépnek be a mitokondriumba, ott pedig fokozódik a kondenzációjuk ketontestekké. A ketontestek alternatív energiaforrásként egyéb szövetekbe kerülhetnek, ekkor a vázizom, szívizom használja fel leginkább, az agy még nem.

### Zsírszövet
A zsírszövetben éhgyomri állapotban a trigliceridek mobilizálása dominál, tehát nő a triacilgliceridek lebontása (lipolízis), és szabad zsírsavak, illetve glicerin keletkezik. Ehhez a folyamathoz a hormonszenzitív lipáz szükséges, aminek az aktivitása ekkor megnő. A glicerin a májban átalakul glicerin-3-foszfáttá, és felhasználódik a glükoneogenezisben. A szabad zsírsavak a vérben szállítódva a májba és az izomba kerülnek, és éhgyomri állapotban elsődleges energiaforrásként szolgálnak számukra.

### Izomszövet
Éhgyomri állapotban, az izomban proteolízis, tehát a fehérjék lebontása indul meg, a keletkező aminosavak szénvázat szolgáltatnak a glükoneogenezis számára a májban. Az izom számára elsődleges energiaforrásként ebben az állapotban a zsírsavak szolgálnak. Rövid ideig az izomban tárolt glikogén lebontása is szolgálhat energiaforrásként, de az izomszövetben nincs glükóz-6-foszfatáz enzim, ezért a vérbe nem képes glükózt juttatni. A vázizomban anaerob glikolízis során keletkezett laktátot a sejtek nem képesek oxidálni, ezért a májba szállítódik, ahol a glükoneogenezis során visszaalakul glükózzá (Cori-ciklus). Az izomban tárolt glikogén ezzel a körfolyamattal járul hozzá a vér glükóz szintjének stabilan tartásához.

### Agy
Az agyszövet éhgyomri állapotban is változatlanul glükózt használ energiaforrásként, mert ez az elsődleges tápanyaga, ez azonban csak akkor lehetséges, ha a máj képes biztosítani számára a megfelelő vér glükózszintet.

## Éhezéses állapot

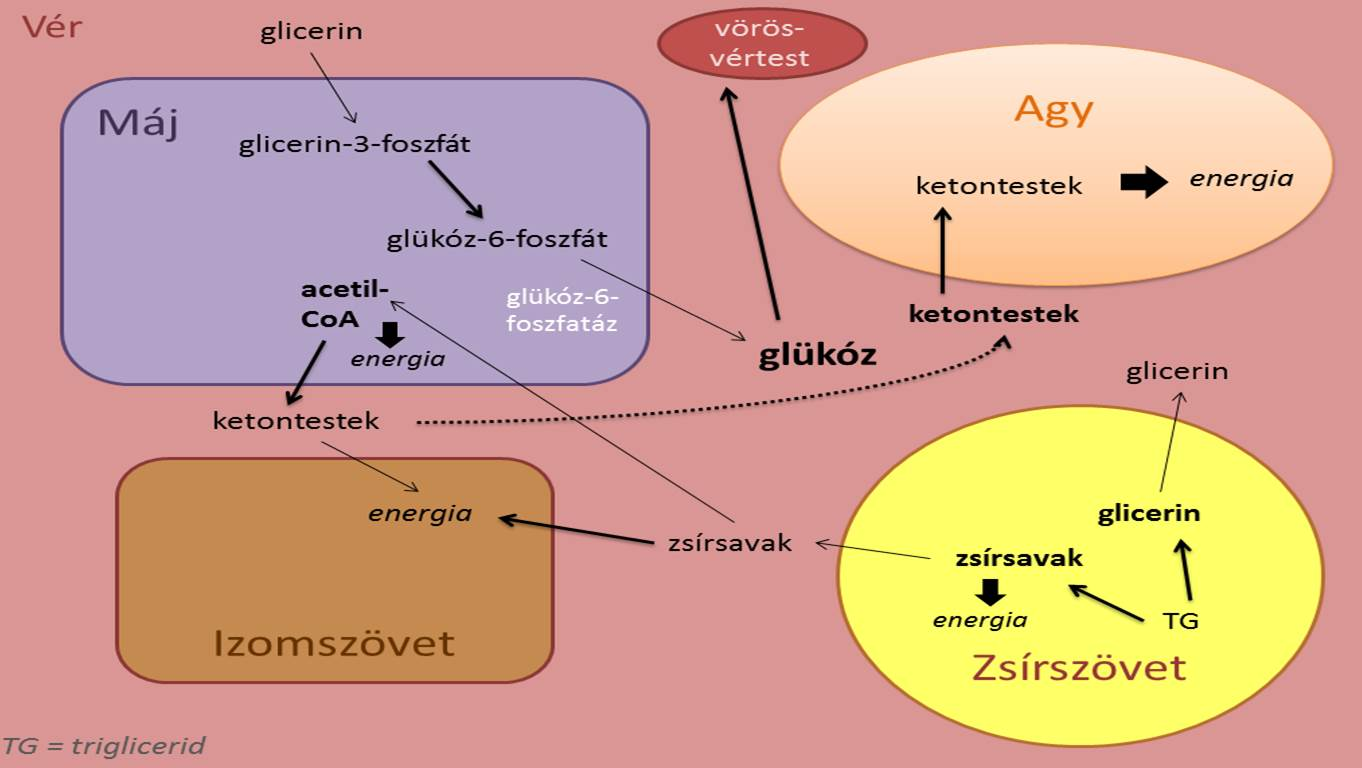
Éhezéses állapot

Éhezéses állapot 3-5 napig tartó éhgyomri állapot után következik be, amit a ketontestek és a zsírsavak fokozottabb felhasználása jellemez egyes szövetek vagy szervek esetében (pl. agy), ez lehetővé teszi a vér glükóz szintjének megfelelő szinten tartását, ami fontos a kizárólag glükózt felhasználó sejtek számára (pl. vörösvértest). Ez a folyamat hozzájárul még az izomfehérjék megőrzéséhez is a hosszabb táplálékfelvétel nélküli periódusokra.
Egy átlagos felnőtt szervezet napi energiaigénye 2000-3000 kcal körül mozog, persze kortól, nemtől, fizikai aktivitástól függően. Ha ezt a bevitt energiamennyiséget jelentősen csökkentjük, akkor az izomsejtek és vázizmok leépülésétől az immunrendszer meggyengülésén át, végső esetben akár halálhoz is vezethet a megvonás. Az éhezés maximális időtartamát az szabja meg, hogy a szervezet meddig képes biztosítani a glükoneogenezist, így a megfelelő vércukorszintet, illetve mekkora a tárolt trigliceridek mennyisége, mely energiát képes szolgáltatni.  Ha az éhezés mellett a folyadékbevitel megtartott, akkor a táplálékbevitel hiányát 30–60 napig lehet elviselni. Ennek során a szervezet részben a zsírszövetben tárolt energiát, részben a saját fehérjéit használja fel. Az átlagos emberi zsírszövet 40–50 napra elegendő energiát tárol.
Az energiatartalom mellett fontos tényező a bevitt táplálék összetétele, mivel az emberi szervezet bizonyos aminosavakat és zsírsavakat nem képes előállítani. Így ezeket az esszenciálisnak nevezett összetevőket a táplálékfelvétellel kell bevinnünk, sőt a vitaminok és nyomelemek jelentős része is ebbe a csoportba tartozik. A minőségi éhezés (huzamosabb ideig a létfontosságú tápanyagok nem megfelelő arányú fogyasztása) a táplálkozásnak olyan elégtelen formája, amely kevésbé feltűnő elváltozásokkal jár, mint a mennyiségi éhezés (kevés energia bevitele). A testsúly minőségi éhezéskor a legtöbb esetben normális vagy emelkedett lehet, mégis vitamin- és nyomelemhiányok, fehérjehiány, és egyéb betegségek is kialakulhatnak.

### Máj
Éhezéses állapotban, a májban a glükoneogenezis sebessége már lecsökken, mivel az izomfehérjék lebontása is csökken, így csökken az aminosavak szintje is, amik a szénvázat szolgáltatnának a folyamathoz. A zsírszövetben folyó lipolízisből keletkező glicerin, mint szénváz, biztosít még egy alacsony szinten működő glükoneogenezist a májban.
A zsírsavak oxidációja éhezéskor is magas szinten folytatódik. Az acetil-CoA felhalmozódik, a citromsavciklus lelassul, és beindul a ketontestek képződése: acetoacetát, aceton és β-hidroxibutirát. Az éhezést jellemzője a ketoacidózis, amit a májban a ketontestek megnövekedett termelődése okoz. A ketontesteket, pontosabban az acetoacetátot és a β-hidroxibutirátot számos szövet képes felhasználni energiatermelésre, mivel át tudják alakítani acetil-CoA-vá, ilyen szövet az izomszövet, az agy, a vese, azonban a máj nem, és a vörösvértestek sem. Az aceton azonban nem bomlik le, és gyümölcsillatúvá teszi a leheletet.

### Zsírszövet
Éhezéskor a szervezet legfőbb energiatartaléka, a zsírszövet teszi lehetővé a túlélést. A glukagon dominanciája és az éhezés okozta stressz miatti magasabb adrenalin szint jelentősen serkenti a hormonszenzitív lipáz aktivitását, ami tovább folytatja a triacilgliceridek lebontását, vagyis a zsírsavak mobilizációját a tárolt zsírból.

### Izomszövet
Éhezéses állapotban az izomfehérjék lebontása kezdetben lecsökken, így az urea kiválasztása is. Az izomszövet számára az éhezés korai szakaszában a szabad zsírsavak és a ketontestek is energiaforrásként szolgálhatnak, de ahogy az éhezés folytatódik, az izmok egyre növekvő mértékben inkább a szabad zsírsavakat használják fel, és tartalékolják a ketontesteket az agy számára. a testtömeg csökkenését elsősorban az izomtömeg vesztése és a szervezet folyadékterének csökkenése okozza.
Hosszú, több napos vagy hetes éhezés során az izom fehérjéi is lebontásra kerülnek, és a szervezet vázizmai elkezdenek leépülni, a felszabaduló aminosavak a májba kerülve, a glükoneogenezis által járulnak hozzá a vércukorszint fenntartásához. Az éhezés okozta halálhoz végül a fehérjék több mint egyharmadának elvesztése vezet, melyhez hozzájárul az esszenciális táplálékösszetevők, nyomelemek hiánya is. Az izomzat elsorvad, a csontok mésztartalma csökken, a védekezőképesség romlik (az immunrendszer hiányos működése miatt), károsodnak a zsigeri szervek (máj, vese, belső elválasztású, hormontermelő mirigyek), végül a szívizom is sorvad és a létrejövő ionzavarok, hiányállapotok miatt végzetes szívritmuszavar jelentkezhet.

### Agy
Éhezéskor az agy képes ketontestekből energiát nyerni, ezzel glükózt takarít meg a vörösvérsejtek számára, mert ezek kizárólag glükóz felhasználására képesek. Az agy glükózfelhasználásának csökkenése csökkenti a májban a glükoneogenezis iránti igényt, így közvetett módon képes izomfehérjék megtakarítására.

## Összefoglalás
|                                     | Jóltáplált állapot | Éhgyomri állapot    | Éhezéses állapot         |
| ----------------------------------- | ------------------ | ------------------- | ------------------------ |
| Glikolízis                          | ↑                  | ↓                   | ↓                        |
| Glikogén szintézis                  | ↑                  | —                   | —                        |
| Glikogén lebontás                   | ↓                  | ↑ (izomban kevésbé) | — (elfogyott a glikogén) |
| Glükoneogenezis                     | —                  | ↑                   | ↓                        |
| Triglicerid szintézis               | ↑                  | —                   | —                        |
| Lipolízis                           | —                  | ↑                   | ↑                        |
| Zsírsav oxidáció                    | ↓                  | ↑                   | ↑                        |
| Ketontest szintézis                 | —                  | ↑                   | ↑                        |
| Fehérje lebontás                    | —                  | ↑                   | ↓                        |
| Urea kiválasztása                   | konstans           | ↑                   | ↓                        |
| Agy glükóz felhasználása            | konstans           | konstans            | ↓ (ketontestek)          |
| Vörösvértestek glükóz felhasználása | konstans           | konstans            | konstans                 |